# 1928 no Brasil
Esta é uma cronologia dos fatos acontecimentos de ano 1928 no Brasil.

## Incumbentes
- Presidente do Brasil - Washington Luís (15 de novembro de 1926 - 24 de outubro de 1930)

## Eventos
- 24 de julho: A Polícia Rodoviária Federal é fundada com a denominação de "Polícia das Estradas".
- 12 de agosto: A primeira escola de samba do Brasil, Deixa Falar, é fundada no Rio de Janeiro.
- 7 de setembro: Alzira Soriano é eleita prefeita de Lajes (Rio Grande do Norte) e se torna a primeira mulher eleita prefeita no país.[1][2]
- 8 de outubro: Uma mulher é achada morta dentro da mala do marido italiano no Porto de Santos no episódio conhecido como crime da mala.[3]
- 10 de novembro: A revista ilustrada brasileira O Cruzeiro começa a ser publicada.[4]
- 03 de dezembro: Queda do hidroavião Santos Dumont.[5]

## Nascimentos
- 6 de janeiro: Carlos Manga, ator e diretor (m. 2015).
- 13 de fevereiro: Antônio Salim Curiati, médico e político.
- 1 de julho: Caio Porfírio Carneiro, escritor e contista (m. 2017).
- 15 de julho: Nicolau dos Santos Neto, ex-juiz trabalhista (m. 2020)
- 7 de agosto: Paulo Cruz Pimentel - governador do Paraná
- 16 de setembro: Alexandre Wollner, pioneiro do design gráfico no Brasil (m. 2018).

## Mortes
- 27 de fevereiro: Otávio Rocha, político (n. 1877).
- 30 de junho: Roberto Landell de Moura, padre católico e inventor (n. 1861).